# 藤井 (市原市)
藤井（ふじい）は、千葉県市原市の市原地区にある大字及び町丁。現行行政地名は大字藤井と藤井一丁目から藤井四丁目。郵便番号は290-0012。

## 概要
千葉県市原市北部の市原地区にある大字である。五井地区との境の位置にある。

## 地理
北は君塚、東は郡本、南は北国分寺台、西は岩野見と接する。

## 世帯数と人口
2022年4月1日現在の人口は以下の通りである。
| 町丁字     | 世帯数  | 人口  |
| ---------- | ------- | ----- |
| 藤井       | 0世帯   | 0人   |
| 藤井一丁目 | 128世帯 | 358人 |
| 藤井二丁目 | 106世帯 | 248人 |
| 藤井三丁目 | 129世帯 | 355人 |
| 藤井四丁目 | 0世帯   | 0人   |
| 合計       | 363世帯 | 961人 |

## 通学区域
市立小学校・市立中学校及び県立高等学校の通学区域は以下の通りである。
| 町丁字     | 小学校             | 中学校             | 高等学校 |
| ---------- | ------------------ | ------------------ | -------- |
| 藤井       | 市原市立五井小学校 | 市原市立五井中学校 | 第9学区  |
| 藤井       | 市原市立白金小学校 | 市原市立若葉中学校 | 第9学区  |
| 藤井一丁目 | 市原市立市原小学校 | 市原市立市原中学校 | 第9学区  |
| 藤井二丁目 | 市原市立市原小学校 | 市原市立市原中学校 | 第9学区  |
| 藤井三丁目 | 市原市立市原小学校 | 市原市立市原中学校 | 第9学区  |
| 藤井四丁目 | 市原市立市原小学校 | 市原市立市原中学校 | 第9学区  |